# Знаменский храм (Барнаул)
Знаменский храм — православный храм в Барнауле, один из старейших в городе.
Первое деревянное здание храма на месте будущего Знаменского храма — храм во имя святых и праведных Захария и Елисаветы — было освящено 24 июня 1754 года. К нему были приписаны как городские жители, так и жители 11 деревень.
Уже в 1772 году ставился вопрос о возведении нового храма на месте обветшавшего прежнего. На собранные средства в 1778 году был построен новый деревянный храм по проекту архитектора И. И. Черницына, ученика И. И. Ползунова.
Проект каменного храма представил на рассмотрение Томской губернской строительной комиссии в 1844 году архитектор Турский (проект не осуществлён).
В августе 1852 года по ходатайству доверенных церкви — барнаульских мещан Василия Мушникова, Алексея Суслонова и крестьянина Степана Левягина — была получена грамота от Афанасия, епископа Томского и Енисейского на возведение нового каменного храма с тремя приделами — во имя иконы Знамения Божией Матери, святых Захария и Елисаветы и Николая Чудотворца. Храм был заложен в 1853 году, после чего по прошениям старосты церкви Василия Степановича Мушникова в храм поступают несколько списков с чудотворных икон Божьей Матери (среди них точный мерный список Далматской иконы Успения Богородицы). Окончательный архитектурный проект нового храма был утверждён в 1856 году. Храм выстроен в 1858 году на пожертвования верующих; наиболее распространённое название — «Знаменский» — он получил благодаря одному из приделов. Рядом с ним была сооружена трёхъярусная колокольня с 12 колоколами.
В 1916 году рядом со Знаменским храмом была выстроена и освящена каменная часовня в память 300-летия царствования дома Романовых.
В начале 1930-х годов в храме служил выпущенный из лагеря архиепископ Иаков (Маскаев). В октябре 1936 года он был вновь арестован, а 29 июля 1937 года — расстрелян. В марте 1938 года большой резонанс получило дело об убийстве сторожа при Знаменском храме, которое трактовалось как заговор контрреволюционной организации. 7 декабря 1938 года была подписана смета на переустройство храма для краевого архива; по решению крайисполкома 11 апреля 1939 года храм был закрыт. В том же году были снесены купол храма и колокольня, в здании оборудован второй этаж. Здесь разместился краевой архив, в котором, в числе прочих, хранились документы по истории Барнаульской епархии. В 1960-е годы к храму были сделаны пристройки.

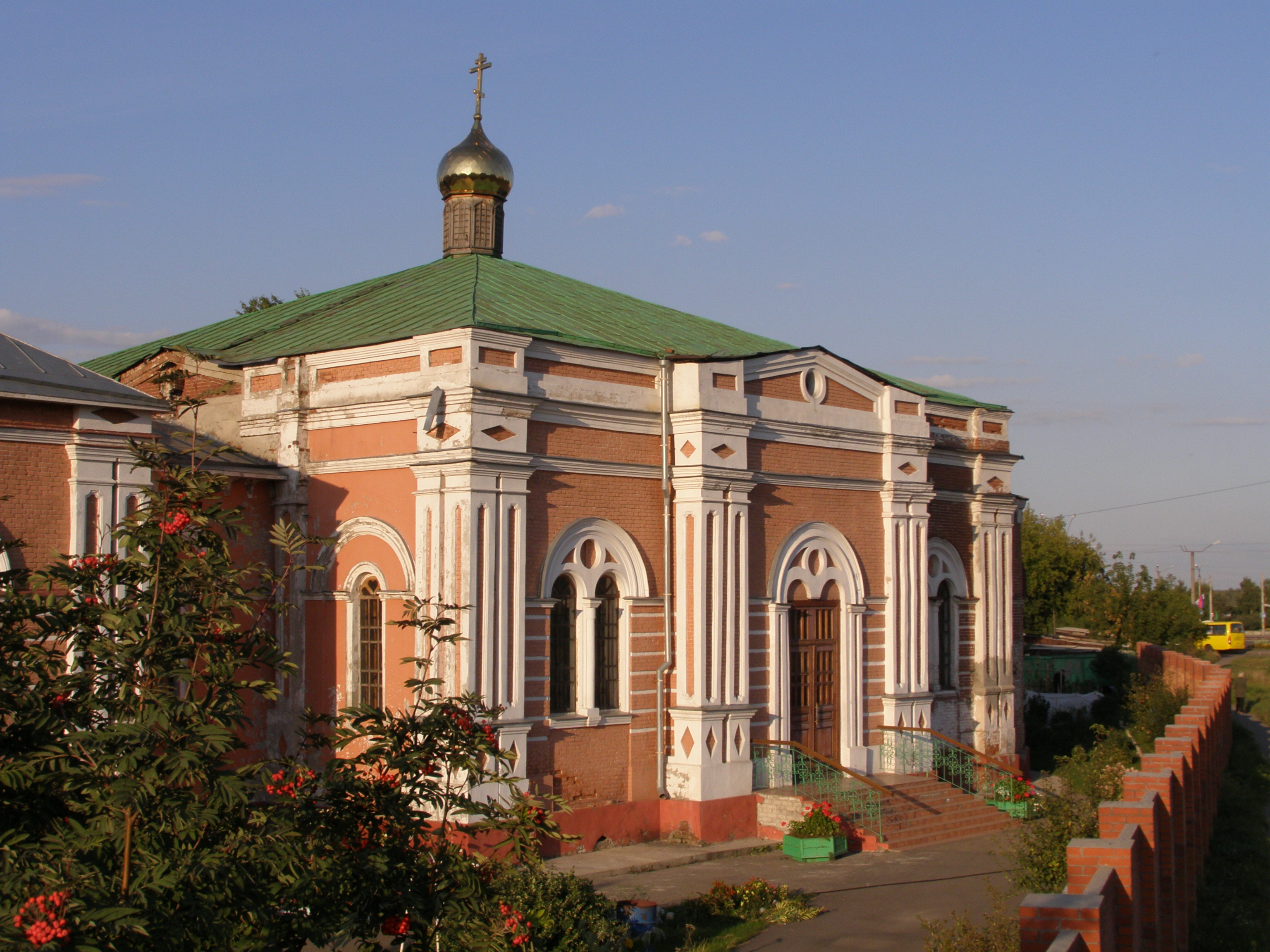
Знаменский храм в 2008 году (до реконструкции)

В конце 1992 года Знаменский храм возвращён церкви. Его настоятелем был назначен протоиерей Михаил Капранов, под руководством которого началось восстановление здания. Богослужение сначала проходило в пристройках, с 1994 года — в основном помещении. В 1993 году сооружён Иоанно-Кронштадтский придел с купелью для крещения.
С 1994 года при храме был образован женский монастырь.
С 24 октября 2008 года ведётся реконструкция храма в первоначальном виде — к 150-летию храма восстановлены 5 куполов и колокольня.
23 мая 2009 года, в первый день торжеств, посвящённых Дням Славянской письменности и культуры на Алтае, на Знаменский храм поднят главный купол и крест.
При обители существует маленький музей о Богородице-Казанском (Коробейниковском) монастыре, а также действует воскресная школа.
19 января 2012 года, на праздник Крещение Господне была открыта восстановленная колокольня Знаменского храма.